# كريس هاجان
كريس هاجان (بالإنجليزية: Chris Hagan)‏ مواليد 19 فبراير 1989 في هيوستن، هو لاعب كرة سلة أمريكي معتزل. بدأ مسيرته الاحترافية في سنة 2011. اعتزل اللعب في 2015.

## المسيرة الاحترافية
لعب مع ماناواتو جيتز في سنة 2011، ثم لعب مع هاليفاكس رينمين في موسم 2011–2012، ثم لعب مع ماناواتو جيتز في سنة 2012.

## روابط خارجية
- كريس هاجان على موقع كلية كرة السلة في سبورتس رفرنس.كوم (الإنجليزية)
- كريس هاجان على موقع ريلجم (الإنجليزية)
- كريس هاجان على موقع بروبوليرز (الإنجليزية)